# Árnyékbábok
Az Árnyékbábok (eredetileg Shadow of Death) Orson Scott Card 2002-ben megjelent sci-fi regénye, az Árnyék-sorozat harmadik kötete, ami Magyarországon az Unio Mystica Kiadó gondozásában jelent meg 2015-ben.

## Magyarul
- Árnyékbábok; ford. Hargittai Krisztina; Unio Mystica, Fót, 2015